# RBMG Records
Raymond Braun Media Group (укр. Медіагрупа Реймонд Браун), також добре відома за абревіатурою RBMG — медіа компанія та компанія звукозапису, заснована 2008 року, що спеціалізується на виробництві та просуванні музики. Це спільне підприємство R&B-артиста Ашера, якого звуть Реймонд, та музичного менеджера Скутера Брауна. RBMG також має спеціальну ділову угоду, пов'язану з розподілом прибутку, з Def Jam, що належить Universal Music Group.

## Історія
Раймонд і Браун заснували RBMG Music 2008 року, спільно з Island Def Jam, до дебюту співака-підлітка Джастіна Бібера. Дебютний міні-альбом Бібера My World, був першим релізом лейбла. Він отримав платинову сертифікацію в США. У березні 2010 року Бібер випустив свій дебютний альбом My World 2.0, який був номінований на премію «Греммі» в категорії «Найкращий вокальний поп-альбом» на церемонії 2011 року та був сертифікований як тричі платиновий Американською асоціацією компаній звукозапису (RIAA).

## Артисти
- Джастін Бібер

## Дискографія
| Артист        | Альбом                                                                   | Подробиці                                                                                |
| ------------- | ------------------------------------------------------------------------ | ---------------------------------------------------------------------------------------- |
| Джастін Бібер | My World (видано спільно з Schoolboy і Teen Island)                      | - Видано: 17 листопада 2009 - Позиція в чарті: #1 США - Сертифікація RIAA: 3× Платиновий |
| Джастін Бібер | My World 2.0 (видано спільно зі Schoolboy і Teen Island)                 | - Видано: 23 березня 2010 - Позиція в чарті: #1 США - Сертифікація RIAA: 3× Платиновий   |
| Джастін Бібер | My Worlds: The Collection (видано спільно зі Schoolboy і Teen Island)    | - Видано: 19 листопада 2010 - Позиція в чарті: - Сертифікація RIAA: Золотий              |
| Джастін Бібер | My Worlds Acoustic (видано спільно зі Schoolboy і Teen Island)           | - Видано: 26 листопада 2010 - Позиція в чарті: #3 США - Сертифікація RIAA: Платиновий    |
| Джастін Бібер | Never Say Never: The Remixes (видано спільно зі Schoolboy і Teen Island) | - Видано: 14 лютого 2011 - Позиція в чарті: #1 США - Сертифікація RIAA: Платиновий       |
| Джастін Бібер | Under the Mistletoe                                                      | - Видано: 1 листопада 2011 - Позиція в чарті: #1 США - Сертифікація RIAA: Платиновий     |
| Джастін Бібер | Believe (видано спільно зі Schoolboy)                                    | - Видано: 15 червня 2012 - Позиція в чарті: #1 США - Сертифікація RIAA: 3x Платиновий    |
| Джастін Бібер | Believe Acoustic (видано спільно зі Schoolboy)                           | - Видано: 29 січня 2013 - Позиція в чарті: - Сертифікація RIAA: Золотий                  |
| Джастін Бібер | Journals (видано спільно зі Schoolboy)                                   | - Видано: 23 грудня 2013 - Позиція в чарті: - Сертифікація RIAA:                         |
| Джастін Бібер | Purpose (видано спільно з Def Jam)                                       | - Видано: 13 листопада 2015 - Позиція в чарті: #1 США - Сертифікація RIAA: 3× Платиновий |